# Krøderen (tätort)
Krøderen är en tätort i Krødsherads kommun i Buskerud fylke i Norge. Orten ligger där fylkesväg 280 möter fylkesväg 2894, vid södra änden av sjön Krøderen.
Härifrån går museijärnvägen Krøderbanan till Vikersund i Modums kommun.

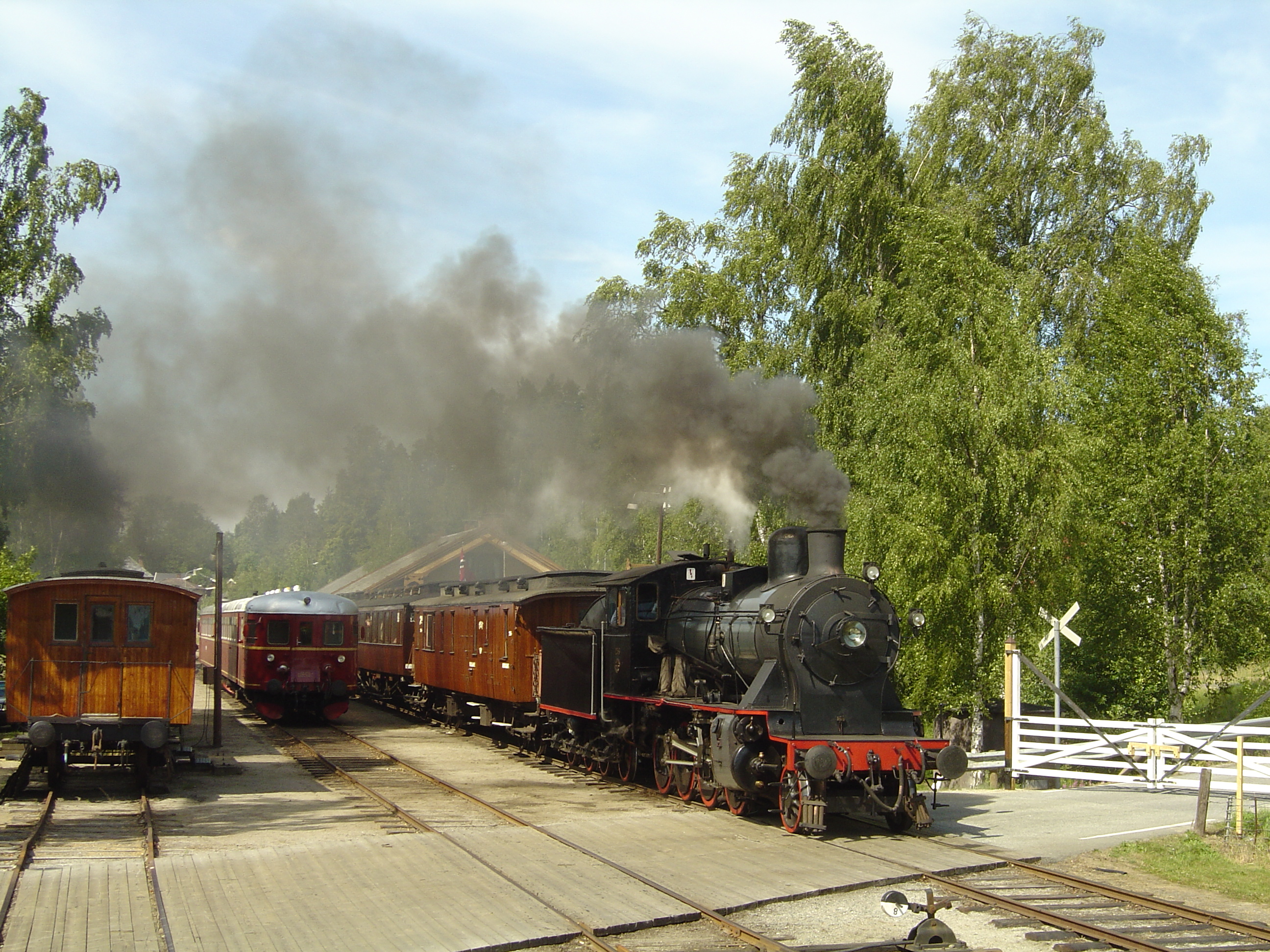
Museitåg på Krøderbanan vid Krøderens station.